# Stufenburg
Die Stufenburg (selten auch: Stiefenburg, Burg Stufenberg) ist eine abgegangene Gipfelburg auf 396 m ü. NN etwa zwei Kilometer nordwestlich des Baunacher Ortsteiles Godelhof auf der Kuppe des Stiefenberges (auch Stufenberg genannt) im Landkreis Bamberg in Oberfranken. Der Berg ist Teil der Hassberge. Die Amtsburg des Hochstiftes Bamberg wurde 1553 zerstört und später nahezu vollständig abgetragen. Der historische Name der Burganlage ist Burg Stufenberg (castrum Stufenberch).

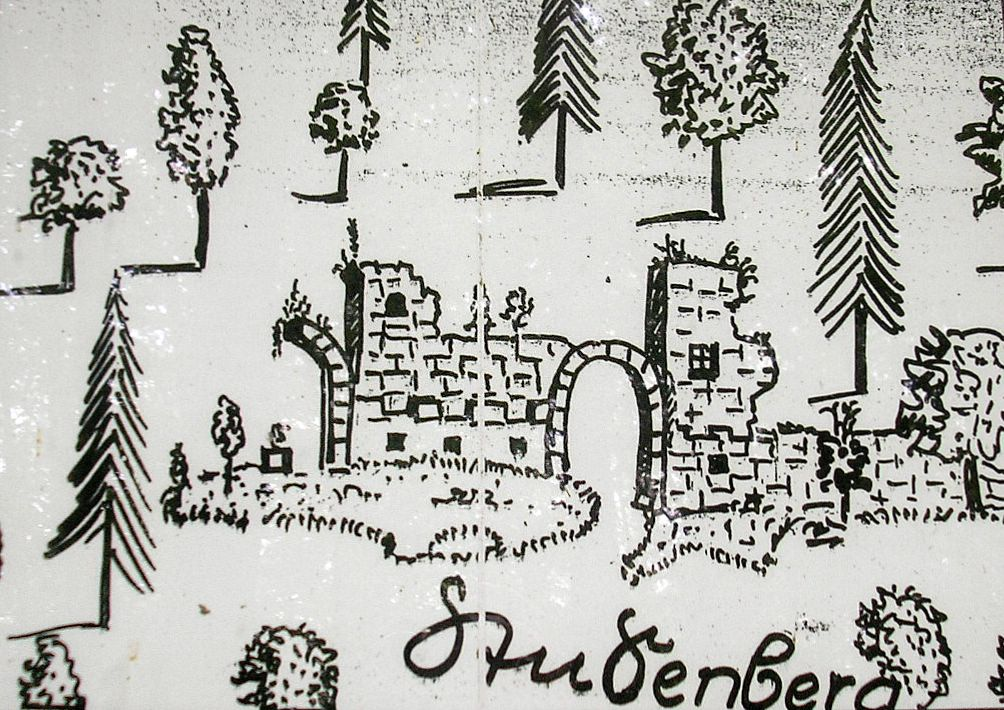
Die Burgruine auf einer Karte des Feldmessers Franz Jakob Klietsch (1770)

## Geschichte

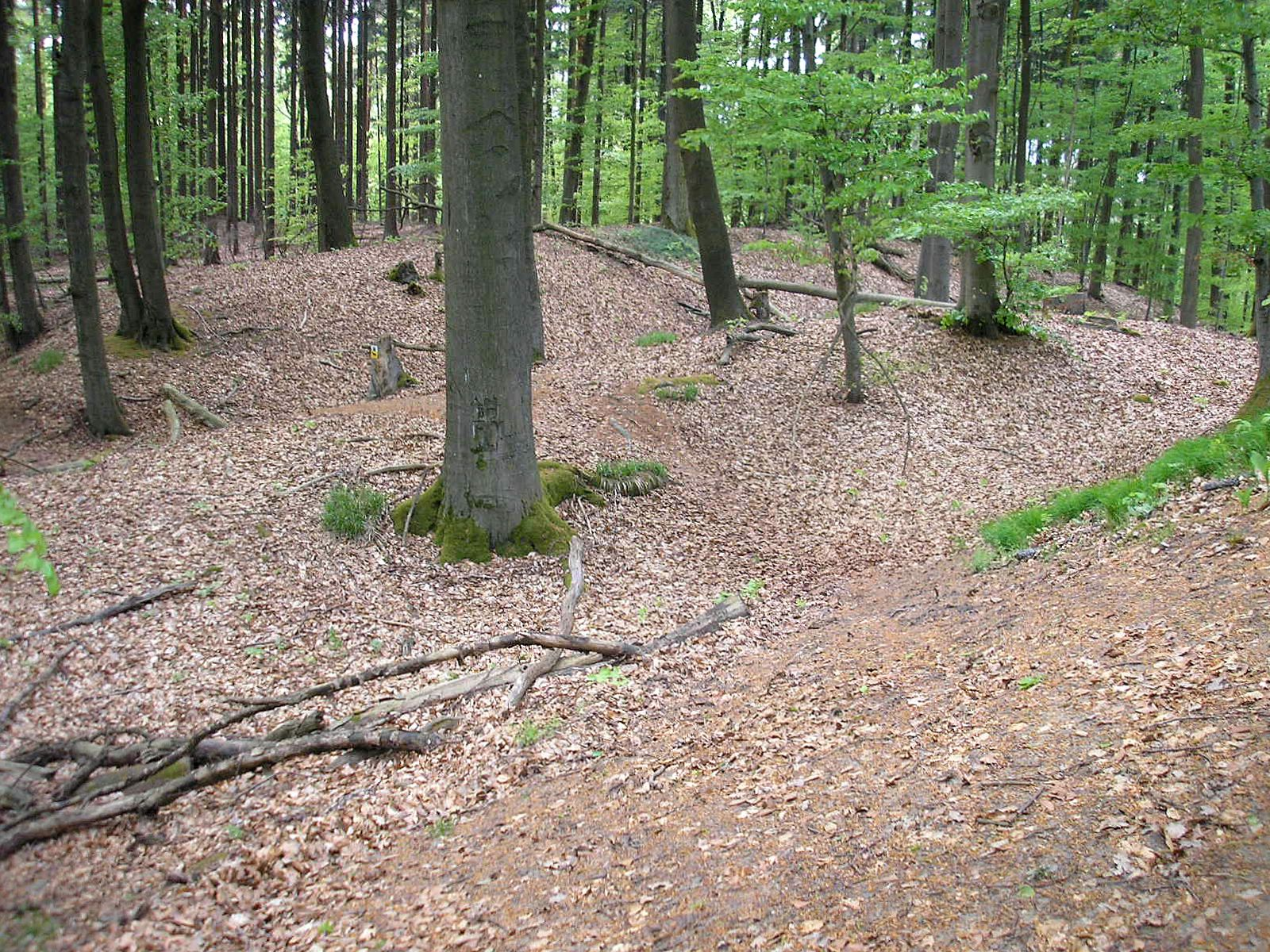
Blick vom Vorwall des westlichen Halsgrabens über das gestaffelte Wallsystem vor der Kernburg

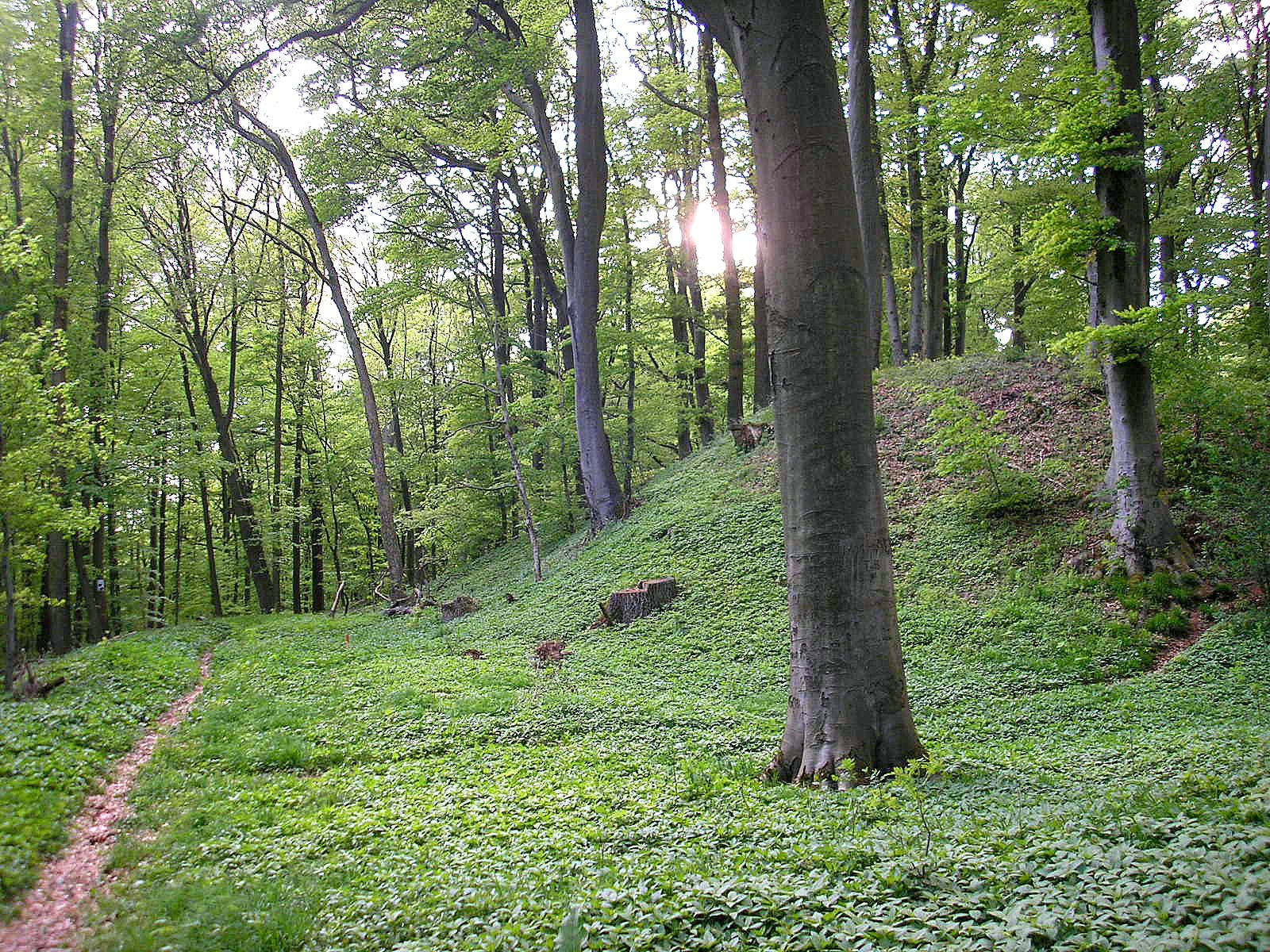
Die Südseite der Hauptburg mit der vorgelagerten Berme. Blick nach Westen

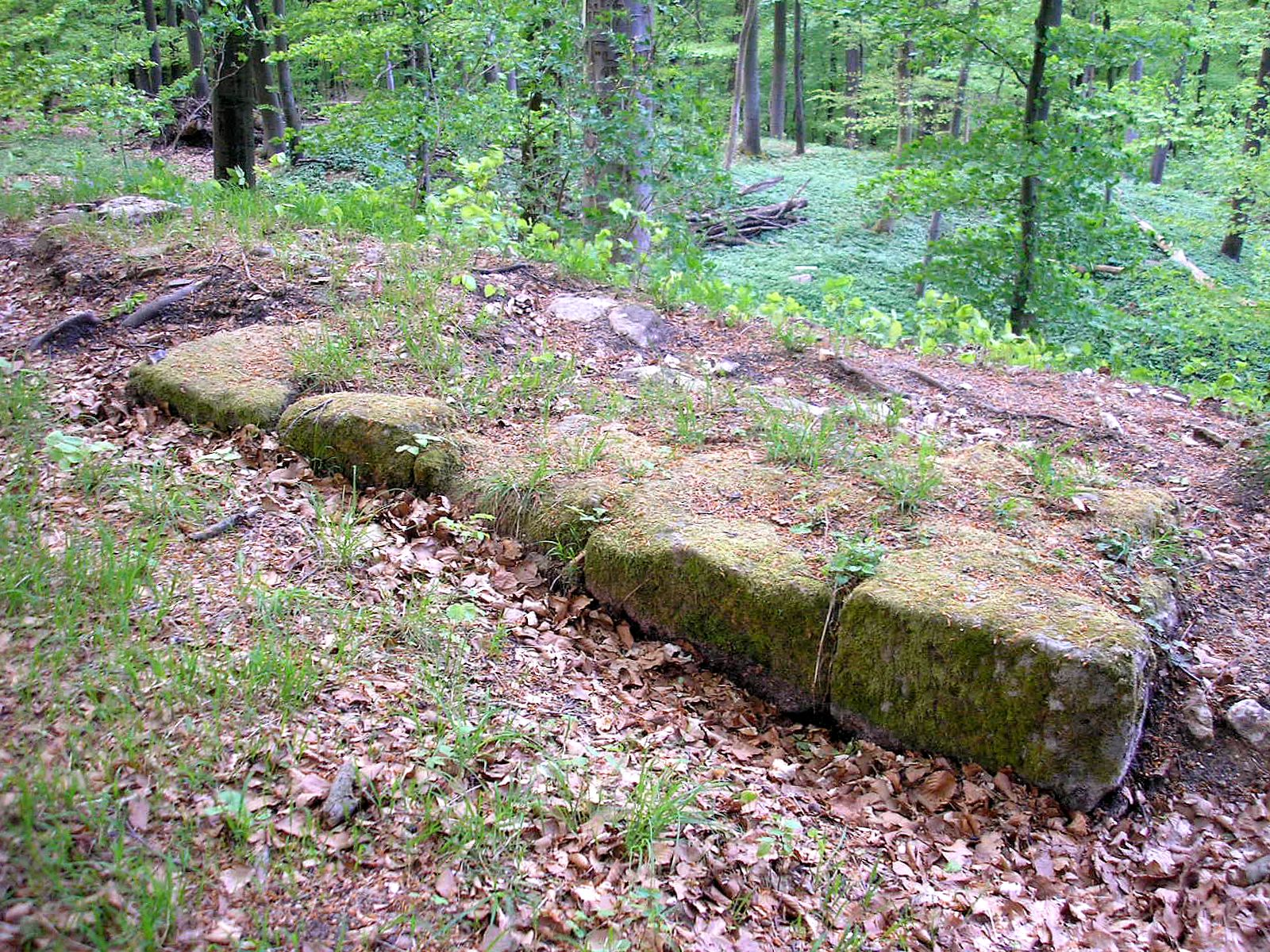
Fundamentreste im Nordwesten der Kernburg

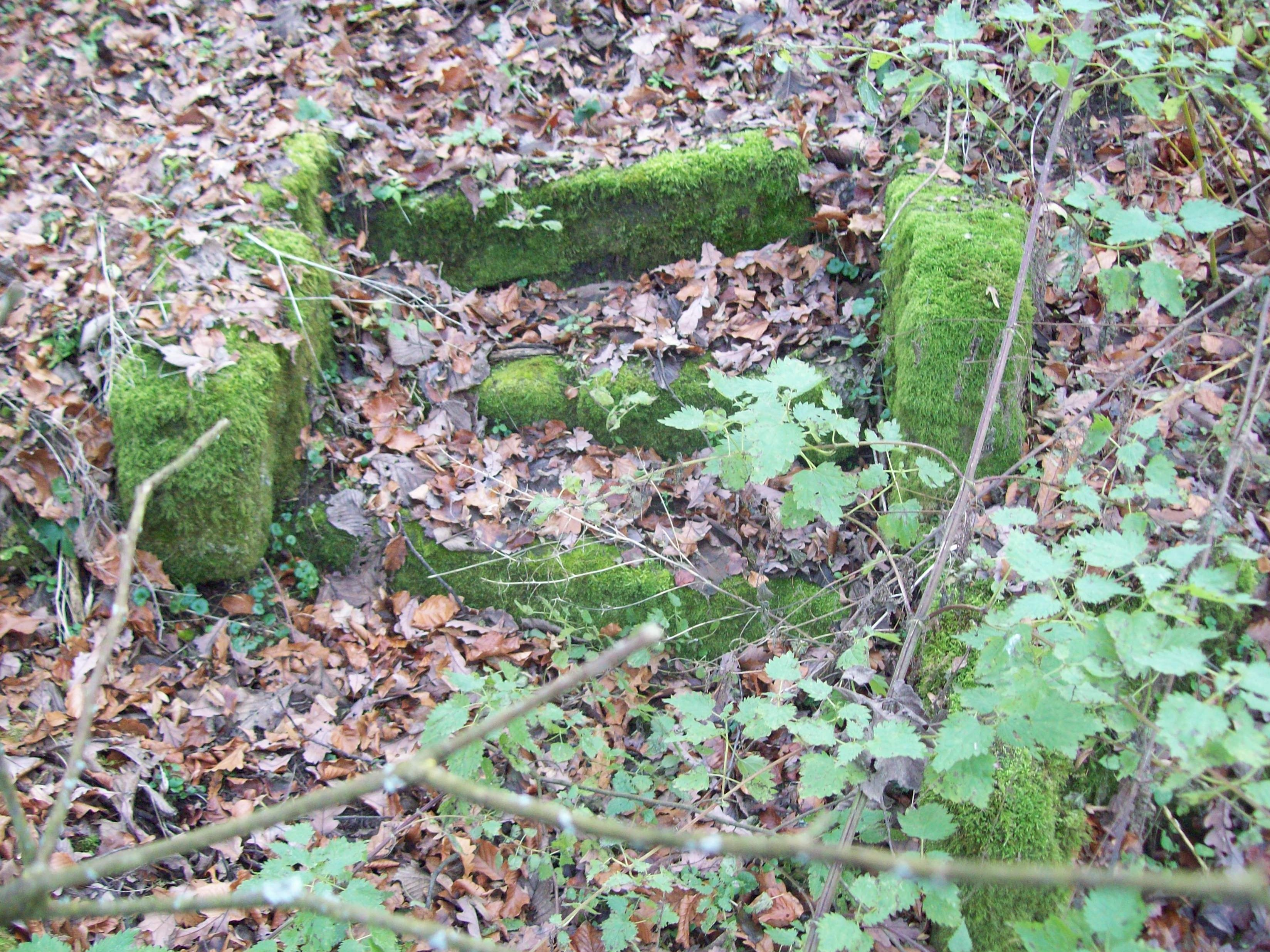
Reste einer originalen Treppe der Stufenburg

Das dreifache Wallsystem im Westen der Gipfelburg könnte auf eine frühmittelalterliche Vorgängeranlage hindeuten. Ein ähnliches, allerdings weitläufigeres gestaffeltes Wallsystem hat sich auch etwa vier Kilometer südöstlich um die Helenenkapelle bei Kemmern erhalten. Derartige Befestigungskonzepte werden oft als ungarnzeitliche Wehranlagen der ersten Hälfte des 10. Jahrhunderts n. Chr. interpretiert. Durch die Tiefenstaffelung der Erdwerke sollten die berittenen magyarischen Bogenschützen auf Distanz gehalten werden.
Das nahe Baunach erscheint erstmals 802 in einer Urkunde des Klosters Fulda. Karl Krimm deutete 1974 auch die Vorgängeranlage der Burg Schadeck (im Bereich des Rathauses) zu Baunach als eine mutmaßliche Ungarnschutzburg. Zudem soll auch unterhalb der Stufenburg beim Godelhof ein derartiges Refugium angelegt worden sein, das später zu einer Wasserburg umgestaltet wurde. Die typische Anlage der Erdwerke vor der Stufenburg macht Krimms Angaben sehr plausibel.
Eine frühmittelalterliche Zeitstellung der westlichen Erdwerke der Stufenburg ist allerdings spekulativ, da solche Wallgräben noch gelegentlich bis ins frühe Hochmittelalter angelegt wurden. Ein ganz ähnliches dreifaches Wallsystem befindet sich etwa vor der hoch- bis spätmittelalterlichen Burg Rundeck im Anlautertal (Landkreis Eichstätt) im nördlichen Oberbayern. Das Gründungsdatum der Burg wird um das Jahr 1220 geschätzt.
Georg Ludwig Lehnes interpretierte 1842 die drei Burgen Stufenburg, Baunach und Taschendorf (Daschendorf) als frühmittelalterliche Grenz- und Schutzburgen gegen die Einfälle der Slawen. Im Gebiet der östlichen Haßberge belegen zahlreiche Ortsnamen die slawische Besiedlung der Region. Die heidnischen Main-Rednitzwenden wurden bereits kurz nach der Gründung des Bistums Bamberg bekehrt und rasch germanisiert. Heute erinnern nur noch die Ortsnamen und einige Sagengestalten wie Pöppel an die slawische Vergangenheit des Baunachgrundes.
Lehnes sah im Namen der Burg einen Hinweis auf einen germanischen Trinkgott Stufo. Tatsächlich dürfte sich der Burg- und Bergname allerdings von der Form des Bergmassives ableiten. Die Haßberge sind ein reich zergliedertes  Waldgebirge, das hier in Stufen bis auf über 400 Meter ansteigt.
Im Hochmittelalter gehörte das „castrum Stufenberch“ ab 1244 zum Besitz der Grafen von Andechs-Meranien. Die Burg soll bereits kurz nach 1196 von einem Ministerialen des Klosters Fulda aus dem Geschlecht der Herren von Stollberg angelegt worden sein, der hierzu durchaus einen älteren Burgplatz ausgewählt haben könnte. Die Herrschaft geht wohl auf eine Vogtei des Klosters zurück. Die Neuanlage geschah angeblich trotz des Einspruchs der Bischöfe von Bamberg und Würzburg, der Grafen von Henneberg und der Andechser Grafen.
Nach dem Aussterben der Andechser Dynasten ging die Veste um 1248 als Lehen des Klosters Fulda an Friedrich I. von Truhendingen. Beide Hochadelsgeschlechter besetzten die Stufenburg mit Dienstleuten oder Burgmannen.
1397 erwarb das Bistum Bamberg unter Bischof Lamprecht von Brunn die Burg mit allem Zubehör von den Truhendingern. Das Hochstift installierte dort an der Grenze zum konkurrierenden Bistum Würzburg den Mittelpunkt seines Amtes Stufenberg, das bis zur Säkularisation (1803) bestand.
Im 15. Jahrhundert war die Stufenburg vorübergehend im Besitz der Herren von Rotenhan, eines der bedeutendsten Niederadelsgeschlechter des Baunach- und Weisachtales. Fürstbischof Anton von Rotenhan musste den Amtssitz 1435 um 6000 Gulden an seine Brüder verpfänden. Um 1430 waren die Hussiten in Ostfranken eingefallen. Das Bistum konnte sich für 12.000 Gulden Lösegeld freikaufen, geriet dadurch jedoch in finanzielle Schwierigkeiten. Die Rotenhan hielten das Pfand trotz einiger Streitigkeiten bis 1483. Unter anderem soll Veit von Rotenhan die Dächer der Burg verkommen lassen haben. Unter Fürstbischof Philipp von Henneberg beschloss das Hochstift deshalb die vollständige Rückerwerbung der Herrschaft.
Während des Deutschen Bauernkrieges verwüsteten die Aufständischen die Anlage. Den Quellen zufolge flohen die bischöflichen Beamten Christoffel von Fuchs (Amtmann) und Fritz Knoblach (Kastner) am 18. Mai 1525 mit ihren Familien vor den anrückenden Hallstädter und Baunacher Revolutionären. Angeblich steckten die Bauernhaufen Teile der Burg in Brand.
Nach der blutigen Niederschlagung der Revolte mussten die Untertanen zum Wiederaufbau der Burg beitragen. Im Hochstift Bamberg wurden nur die Haupträdelsführer der Aufständischen hingerichtet. Der vergleichsweise milde Fürstbischof Weigand von Redwitz reduzierte das Strafmaß oft auf eine, dem Vermögen angepasste Geldstrafe. So musste etwa der Baunacher Viertelmeister Michael Pauer wegen seiner Beteiligung an der Zerstörung der Burg 2000 Gulden entrichten. Dies entsprach ungefähr dem Wert von zehn starken Ochsen.
1553 zerstörten die Truppen des Markgrafen Albrecht Alkibiades während des Zweiten Markgrafenkrieges den Amtssitz endgültig. Die Stufenburg wurde aufgegeben und das Amt hinunter in die Stadt Baunach verlegt. Das erhaltene barocke Amtsschloss (Kastenhof) in Baunach entstand Ende des 17. Jahrhunderts.
Nach der Zerstörung der Burg wurden die verwertbaren Materialien ausgebaut und das Mauerwerk bis auf Fundamentreste abgetragen. Viele Gebäude der umliegenden Ortschaften, darunter die Kirche im Baunacher Ortsteil Dorgendorf, wurden aus den Steinen der Stufenburg gebaut. Um 1770 standen noch einige Mauerzüge aufrecht, wie eine stilisierte Darstellung des Feldmessers Franz Jakob Klietsch es andeutet. 1838 meldete der Historische Verein zu Bamberg der königlichen Regierung, dass die Ruine von der Bevölkerung zerstört werde. Das aufgehende Mauerwerk dürfte also um 1850 vollständig wieder verwertet worden sein. Um 1980 wurde vor dem westlichen Halsgraben eine Informationstafel aufgestellt.

## Beschreibung
Der Burgstall liegt in etwa 396 Meter Meereshöhe auf dem lang gezogenen Rücken des Stiefenberges über Baunach. Die relativ kleinflächige, rechteckige Kernburg wird im Osten durch einen nur etwa drei Meter tiefen Halsgraben geschützt. Der Graben läuft beidseitig des Hauptburgkegels als Hangraben bzw. Berme nach Osten. Hier ist dem inneren, bis zu fünf Meter tiefen Graben eine mächtige Wallschüttung vorgelegt. Vor dem Wall erkennt man zwei weitere, zwei bis drei Meter tiefe Gräben mit Zwischenwällen. Der mittlere Wall wurde teilweise durch einen  kleinen Steinbruch beseitigt und scheint nach Norden abgegraben oder nicht weitergeführt worden zu sein. Neben dem Steinbruch an der Südwestseite sind besonders vor dem östlichen Halsgraben zahlreiche Materialgruben zu erkennen, aus denen sicherlich bereits im Mittelalter das Baumaterial für die Burg gewonnen wurde.
Bei einer angenommenen Entstehung der Burg um das Jahr 1196 erscheint insbesondere das westliche Wallsystem als typologisch veraltet. Hochmittelalterliche Ministerialenburgen sind meist zwei- oder mehrteilige Anlagen aus einer Hauptburg oder einem Turmhügel und einer Vorburg. Möglicherweise wurde der mittlere Wall des Westriegels später teilweise planiert, um hier eine kleine Vorburg unterzubringen. Von Westen bietet der Burgstall eher das gut erhaltene Bild einer kleineren, aber stark befestigten frühmittelalterlichen Dorfschutzburg. Ungefähr 1500 Meter westlich der Burg sind die Reste einer weiteren Wehranlage unbekannter Zeitstellung im Gelände erkennbar.
Auf dem Plateau der Kernburg sind noch einige Fundamentreste aus großen Sandsteinquadern erhalten. Mehrere Gruben mit Ziegelresten und Steinschutt markieren die Standorte der Burggebäude.
Der Burgstall ist frei zugänglich und  über die markierten Rundwanderwege um den Stiefenberg auf Naturwegen gut erreichbar.
Das Bayerische Landesamt für Denkmalpflege verzeichnet das Bodendenkmal als mittelalterlichen Burgstall unter der Denkmalnummer D-4-6030-0032.